# St. Mark's Church in-the-Bowery
De St. Mark's Church in-the-Bowery is een kerkgebouw in de Amerikaanse stad New York. Het is een parochiekerk van de Episcopaalse Kerk gebouwd in 1795 op East 10th Street. De kerk bevindt zich op de kruising van Stuyvesant Street en Second Avenue in de bekende wijk East Village in Lower Manhattan. 
Het pand is al meer dan drie en een halve eeuw zonder onderbreking de plaats van christelijke aanbidding, waardoor het de oudste site van New York is die een onafgebroken locatie was van een religieuze praktijk. De structuur is het op een na oudste kerkgebouw in Manhattan.
In 1651 kocht Peter Stuyvesant, directeur-generaal van Nieuw-Nederland, land voor een Bowery of boerderij van de West-Indische Compagnie en bouwde in 1660 een familiekapel op de huidige plaats van de kerk van St. Mark. Stuyvesant stierf in 1672 en werd begraven in een gewelf onder de kapel.
De achterkleinzoon van Stuyvesant, Petrus, verkocht het eigendom van de kapel aan de Episcopaalse Kerk voor $1 in 1793, waarin werd bepaald dat een nieuwe kapel zou worden opgericht om Bowery Village te dienen, de buurt die tot stand was gekomen rond de familiekapel van de Stuyvesants. In 1795 werd de hoeksteen van de huidige St. Mark's kerk gelegd, en de in veldsteen en Georgiaanse stijl opgetrokken kerk, gebouwd door de architect en metselaar John McComb Jr., werd voltooid en gewijd op 9 mei 1799. Alexander Hamilton verleende rechtsbijstand bij het opnemen van St. Mark's als de eerste Episcopale parochie onafhankelijk van Trinity Church in de Verenigde Staten. In 1807 had de kerk al circa 200 parochianen in de zomer en zo'n 70 in de winter.
In 1828 werd de kerktoren in de Griekse revivalstijl opgericht, waarvan het ontwerp wordt toegeschreven aan Martin Euclid Thompson en Ithiel Town. Er kwamen meer veranderingen aan in het begin van 1835, toen John C. Tucker's Stone parochiecentrum werd gebouwd, en het volgende jaar (1836) de kerk zelf werd gerenoveerd, waarbij de originele vierkante pilaren werden vervangen door dunnere exemplaren in Egyptische revivalstijl. Daarnaast werd de huidige gegoten en smeedijzeren hek geplaatst in 1838. Al deze renovaties worden toegeschreven aan een van de architecten van de kerktoren, Thompson. Rond dezelfde tijd werd de twee verdiepingen tellende zondagsschool in veldsteen voltooid, en de kerkparochie startte een kleuterschool voor arme kinderen.
Het bouwwerk werd op 19 april 1966 een New York City Landmark en op 19 juni 1972 opgenomen in het National Register of Historic Places.
Onder meer Peter Stuyvesant, Daniel Tompkins en Matthew Calbraith Perry werden bij de kerk begraven, hoewel het lichaam van die laatste nadien werd opgegraven en herbegraven in Newport, Rhode Island. 